# Blanka Táborská
Blanka Drahošová, rozená Táborská (* 3. září 1955) je česká zpěvačka.

## Kariéra
Spolu s Ivo Viktorinem, Karlem Markytánem a Josefem Šobáněm založili roku 1977 skupinu AG Flek. Autorsky se na činnosti skupiny téměř nepodílela, většinu textů jí psal Karel Markytán. Svým projevem vytvářela tvář skupiny.
Po vydání prvního alba AG Flek (později v reedici pojmenovaného Blázni umírají nadvakrát) skupinu z rodinných důvodů opustila a roku 1983 ji nahradil Vlasta Redl, který se stal postupem času nejvýraznější osobností skupiny a projevem se z AG Fleku stala spíše rocková skupina.
Nazpívala sólově několik písní a účinkovala v písních některých svých kolegů (např. Vlasta Redl – „Ještě mi chvilku zpívej“)
Roku 1996 vydala s Viktorinem a Markytánem album Waltz (bez Josefa Šobáně, který zůstal ve skupině Vlasty Redla, jež se přejmenovala, z důvodu návratu původní sestavy AG Fleku, na Každý den jinak, neboli KDJ). V roce 2005 účinkovala na sólovém Viktorinově projektu Vlna za vlnou.
Od 2007 roku účinkuje v obnovené původní sestavě AG Fleku (rozšířené o Michaela Vašíčka a Davida Velčovského z již neexistujícího Každý den jinak).